# Jürgen Sundermann
Jürgen Sundermann (25. ledna 1940 Mülheim – 4. října 2022) byl německý fotbalista a fotbalový trenér.

## Fotbalová kariéra
Hrál za SC Rot-Weiß Oberhausen, SC Viktoria 04 Köln, Hertha BSC, Servette Ženeva a FC Basilej. V roce 1960 v jednom zápase reprezentoval Německo.

## Ligová bilance
| Ročník                               | Zápasy | Góly | Klub            |
| ------------------------------------ | ------ | ---- | --------------- |
| Německá fotbalová Bundesliga 1964/65 | 29     | 0    | Hertha Berlín   |
| Švýcarská Super League 1966/67       | 21     | 8    | Servette Ženeva |
| Švýcarská Super League 1967/68       | 26     | 5    | FC Basilej      |
| Švýcarská Super League 1969/70       | -      | -    | FC Basilej      |
| Švýcarská Super League 1970/71       | 26     | 8    | FC Basilej      |
| Švýcarská Super League 1971/72       | 13     | 5    | FC Basilej      |
| Švýcarská Super League 1972/73       | 26     | 0    | Servette Ženeva |
| Švýcarská Super League 1973/74       | 22     | 0    | Servette Ženeva |
| Švýcarská Super League 1974/75       | 21     | 1    | Servette Ženeva |
| Švýcarská Super League 1975/76       | 1      | 0    | Servette Ženeva |
| CELKEM                               | -      | -    |                 |

## Trenérská kariéra
Po skončení hráčské kariéry se věnoval trenérské činnosti, vedl Servette Ženeva, VfB Stuttgart, Grasshopper Club Zürich, Stuttgarter Kickers, FC Schalke 04, RC Strasbourg, Trabzonspor, Herthu BSC, Malatyaspor, SpVgg Unterhaching, VfB Leipzig, SV Waldhof Mannheim, AC Sparta Praha (1994–1995) a SK Vorwärts Steyr. V roce 1977 vyhrál s VfB Stuttgart bundesligu. Byl prvním významným zahraničním trenérem v české nejvyšší soutěži (vyjma slovenských trenérů). Své angažmá ve Spartě v letech 1994–1995 však nedokončil kvůli financím. Ale i tak se Sparta odrazila z posledního místa k titulu, práci však dokončil Jozef Jarabinský.